# Papaver dahlianum
Papaver dahlianum is de botanische naam van een klaproos die algemeen voorkomt op Spitsbergen. In het Nederlands wordt de plant ook wel 'arctische klaproos' of 'poolpapaver' genoemd. Hiernaast komt ze voor in een klein gebied in Noord-Noorwegen, langs de oostkust van Groenland en op een aantal Russische eilanden in de Noordelijke IJszee. Het is de nationale bloem van Spitsbergen.
Het plantje wordt 10-25 cm hoog. De soort heeft langgesteelde bladeren, die in een bladrozet staan. De bladeren zijn geveerd. De bloemstengels zijn dun en behaard. De bloemen hebben een doorsnee van 2-4 cm en bestaan uit vijf witte of gele kroonbladen en twee kelkbladen. De laatste zijn dichtbehaard met donkerbruine haren.
De vrucht is een stijfbeharde doosvrucht met veel zaadjes.
De soort groeit op grind, langs wegen, hellingen en houdt het hoogterecord van de op Spitsbergen groeiende bloemplanten.
... · 
P. alpinum · 
P. argemone (Ruige klaproos) · 
P. bracteatum · 
P. californicum · 
P. dahlianum · 
P. dubium (Bleke klaproos) · 
P. hybridum (Bastaardklaproos) · 
P. nudicaule · 
P. orientale (Reuzenklaproos) · 
P. radicatum · 
P. rhoeas (Grote klaproos) · 
P. rupifragum · 
P. rupifragum var. atlanticum (Donzige klaproos) · 
P. somniferum (Slaapbol) · 
P. umbonatum · 
...